# عقاب حيات نيكوبار الكبرى
عقاب حيات نيكوبار الكبرى (الاسم العلمي Spilornis klossi)، طائر جارح من النعبول وفصيلة البازية. موطنها غابات جزيرة نيكوبار الكبرى. كان تُصنف سابقًا على أنها أصنوفة أحادية الطراز.